# Gezicht op het Damrak in Amsterdam
Gezicht op het Damrak in Amsterdam is een schilderij van Jacob van Ruisdael in Museum Boijmans Van Beuningen in Rotterdam.

## Voorstelling
Het stelt het Damrak in Amsterdam voor met op de voorgrond de Dam. Het is een van de weinige stadsgezichten van Jacob van Ruisdael. Omstreeks 1656 vestigde Van Ruisdael zich in Amsterdam, waar hij onder andere woonde aan de voormalige Beursstraat (nu het begin van het Rokin, tegenover het Damrak). Van Ruisdael schilderde hier dus zijn persoonlijke leefomgeving.

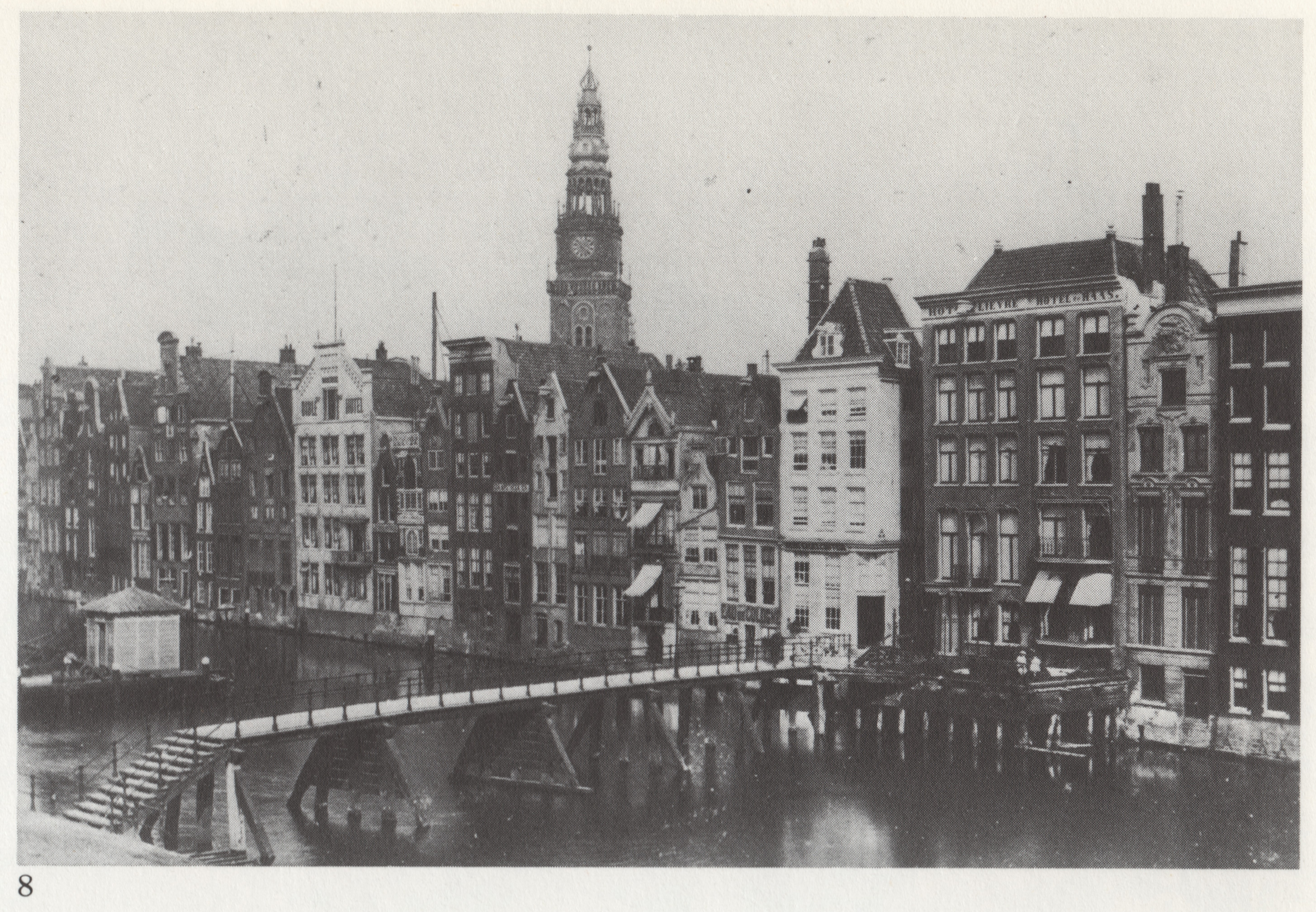
Damrak met Papenbrug. Ca. 1870.

Op de voorgrond is een aantal figuren te zien, waaronder twee mannen die een walwindas hanteren. Daarachter een uitzicht op het Damrak met links de kade – vroeger ‘Opt Waeter’ genoemd – waar verschillende vrachtschepen zijn afgemeerd. Rechtsachter de toren van de Oude Kerk. In het midden van het Damrak is de Papenbrug te zien. Hier ligt nu het Beursplein. Links op de hoek was vroeger café De Bisschop gevestigd. Hier staat nu een kantoorpand met dezelfde naam; rechts de herberg het Huis onder 't Zeil. Het is niet duidelijk of de figuren op de voorgrond ook door Van Ruisdael zijn geschilderd. Mogelijk zijn deze van een andere hand.

## Toeschrijving
Het schilderij is rechtsonder gesigneerd ‘JVRuisdael’.
Landschap met een hut (1646) · De Joodse begraafplaats (ca. 1650) · Gezicht op Haarlem uit het noordwesten, met de blekerijen op de voorgrond (1650-82) · Gezicht op kasteel Bentheim (1653) · Heuvelachtig korenveld (ca. 1660) · Het Huis Kostverloren aan de Amstel (1660-1682) · Gezicht op het Damrak in Amsterdam (ca. 1670) · De molen bij Wijk bij Duurstede (ca. 1670) · Gezicht op Haarlem met bleekvelden (1670-75) · Gezicht op Amsterdam vanaf de Amsteldijk (1681-82)